# Ramphocaenus melanurus
Lo zanzariere beccolungo (Ramphocaenus melanurus Vieillot, 1819) è un uccello passeriforme della famiglia Polioptilidae. È l'unica specie del genere Ramphocaenus.

## Distribuzione e habitat
Lo si trova nel sottobosco e tra i rampicanti delle foreste asciutte e delle foreste secondarie dal Messico verso sud fino in Perù, Brasile e a Trinidad.

## Descrizione
Gli zanzarieri beccolungo adulti sono lunghi 10.9 cm e pesano 10.3 grammi. Essi hanno un lungo becco sottile e una corata coda ordinata. La parte superiore del corpo è grigio-marrone, con del rosso ai lati della testa. La gola è bianca tendente al camoscio sul resto dell'addome. La coda è nera con punte bianche su tutte tranne le penne centrali e viene spesso agitata.
Il Ramphocaenus melanurus trinitatis, della Colombia orientale, Venezuela e Trinidad ha un addome più chiaro, con fianchi e lati della testa color camoscio.

## Biologia

### Comportamento
Lo zanzariere beccolungo si nutre nella vegetazione, mangiando principalmente insetti, uova di insetti e ragni. Questo inconfondibile uccello si trova solitamente in coppie o gruppi familiari.

### Riproduzione
Gli zanzarieri beccolungo costruiscono un profondo nido a coppa molto in basso su piante basse o giovani alberi. Le due uova bianche sono covate da entrambi i genitori per 16-17 giorni per la schiusa e per altri 11-12 giorni prima che il piccolo possa volare.